# 岡崎公園前站
岡崎公園前站（日语：／ Okazaki-Kōen-mae eki */?）是位於愛知縣岡崎市中岡崎町，屬於名古屋鐵道（名鐵）名古屋本線的鐵路車站。車站編號為NH14。

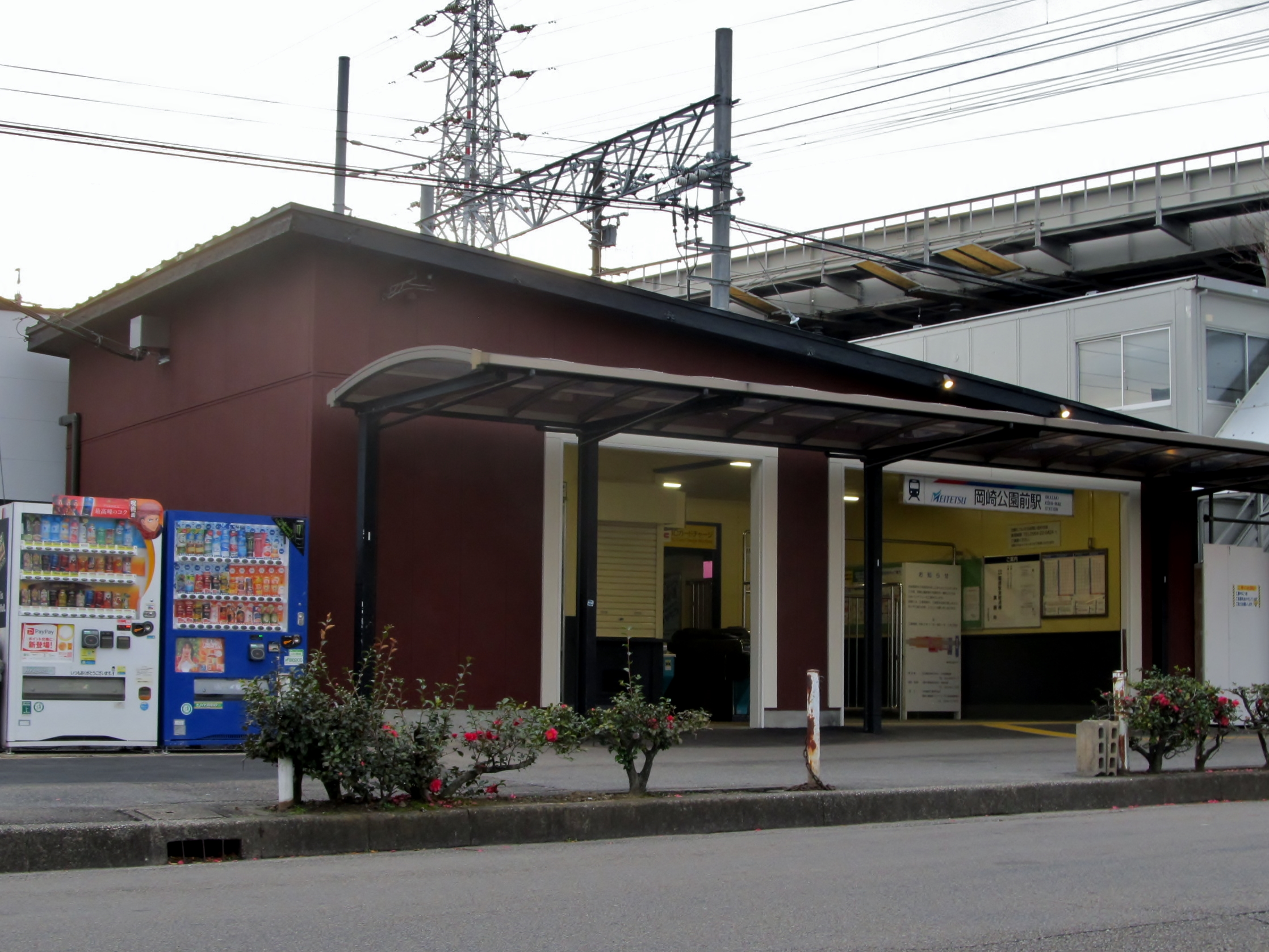
車站入口（2021年12月）

## 車站構造

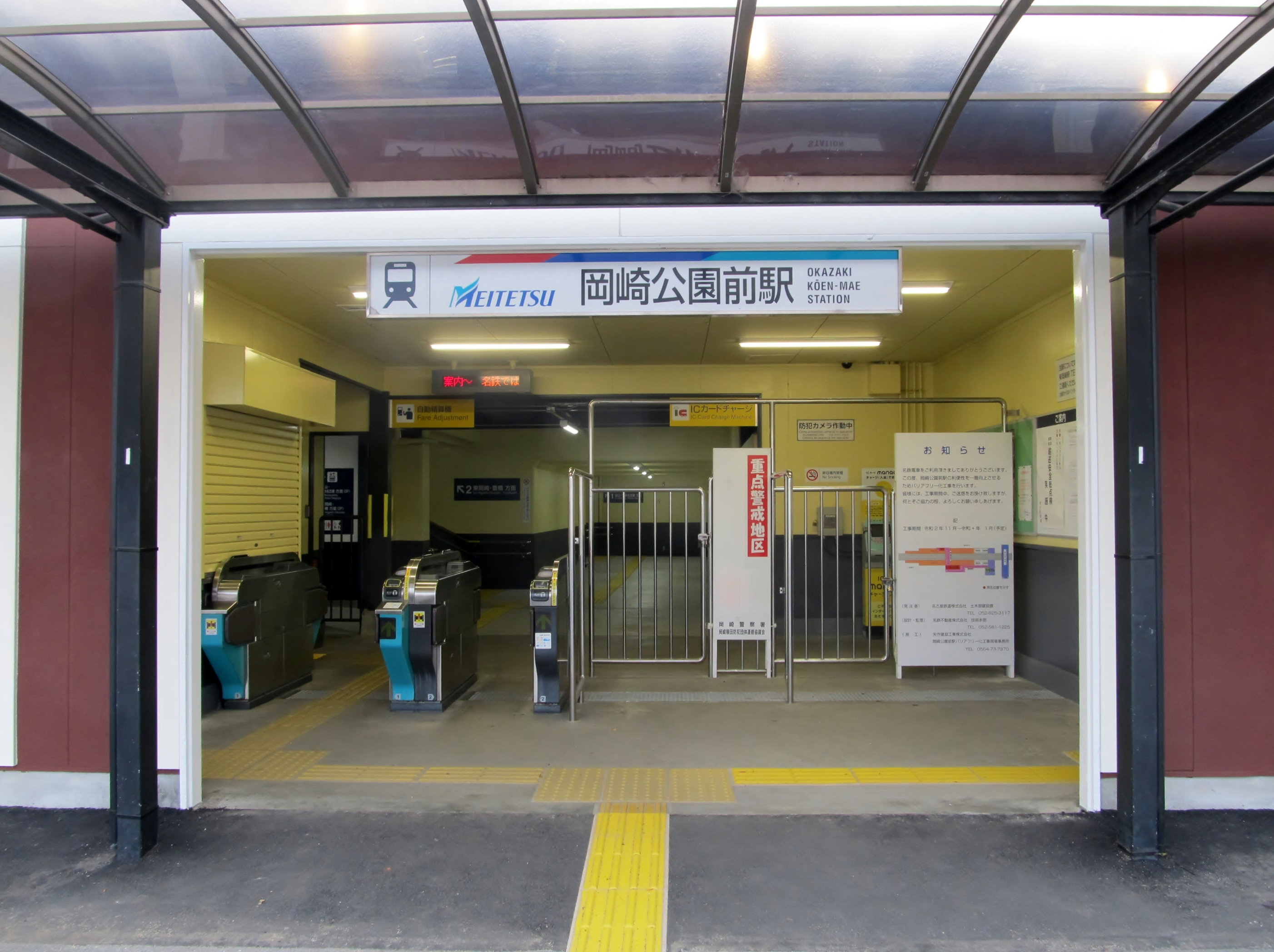
驗票口（2021年12月）

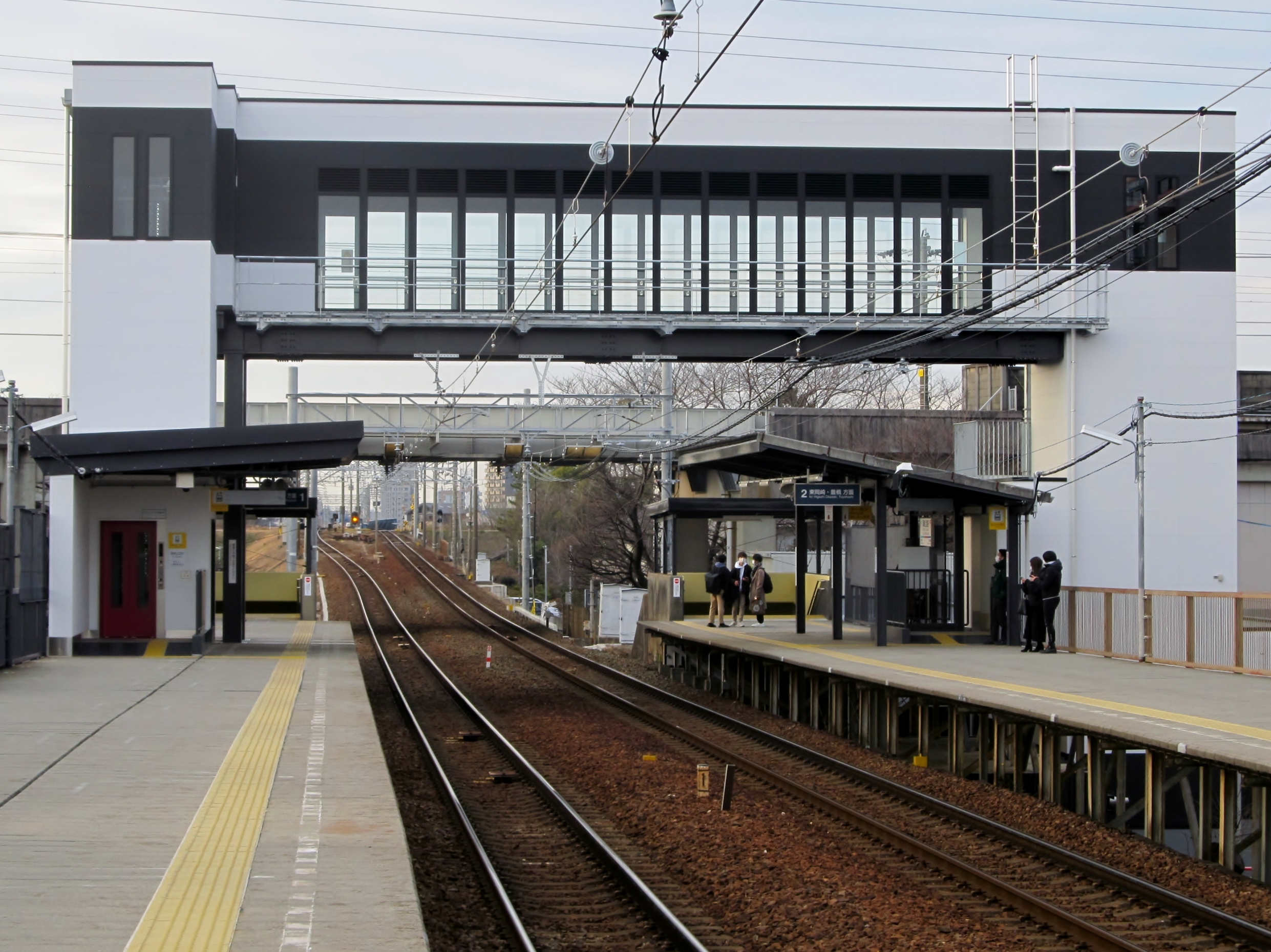
月台（2021年12月）

本站設有2面2線的對向式月台，月台可容納6節車廂。
| 月台 | 路線       | 方向 | 目的地                 |
| ---- | ---------- | ---- | ---------------------- |
| 1    | 名古屋本線 | 下行 | 東岡崎、名鐵名古屋方向 |
| 2    | 名古屋本線 | 上行 | 豐橋、豐川稻荷方向     |

### 配線圖
| ← 東岡崎、 豐橋方向 | 岡崎公園前站 構內配線略圖 | → 知立、 名古屋方向 |
| 图例 参考文献：     |                           |                     |

## 利用狀況
- 根據岡崎市統計資料，以下為近年1日平均上下車人次列表[3]：

| 年度   | 1日平均 上下車人次 |
| ------ | ------------------ |
| 2006年 | 1,307              |
| 2007年 | 1,441              |
| 2008年 | 1,514              |
| 2009年 | 1,499              |
| 2010年 | 1,536              |
| 2011年 | 1,627              |
| 2012年 | 1,644              |
| 2013年 | 1,720              |
| 2014年 | 1,780              |
| 2015年 | 1,909              |
| 2016年 | 2,055              |
| 2017年 | 2,218              |
| 2018年 | 2,350              |

## 相鄰車站
名古屋鐵道
 名古屋本線
□快速特急、■特急、■急行、■準急
通過
■普通
東岡崎（NH13）－岡崎公園前（NH14）－矢作橋（NH15）

## 外部連結
- 岡崎公園前 - 名古屋鐵道